# Grygov
Grygov (deutsch Grügau, 1939–1945 Königswald, älter auch Krigau) ist eine Gemeinde in Tschechien. Sie liegt sieben Kilometer südlich von Olomouc und gehört zum Okres Olomouc.

## Geographie
Grygov befindet sich drei Kilometer links der March in der Obermährischen Senke (Hornomoravský úval). Durch den Ort führt die Eisenbahnstrecke Přerov–Olomouc. Östlich erhebt sich der Chlum (344 m) und im Südosten die Horka und der Chrást. Gegen Südwesten erstreckt sich das Auwaldgebiet Království (Königswald). Nördlich des Dorfes fließt der Bach Týnačka, dahinter verläuft die Schnellstraße R 35. 
Nachbarorte sind Vsisko und Holice im Norden, Velký Týnec im Nordosten, Přestavlky im Osten, Horka, Suchonice und Krčmaň im Südosten, Majetín im Süden, Dub nad Moravou, Tučapy, Bolelouc, Čertoryje, Drahlov, Charváty und Blatecký Mlýn im Südwesten, Blatec und Kožušany-Tážaly im Westen sowie Nový Dvůr, Nemilany und Nové Sady im Nordwesten.

## Geschichte
Die Gründung des Dorfes Aw (Au) erfolgte im Jahre 1306 durch die Stadt Olmütz, der König Wenzel III. zu diesem Zweck ein Buschland überlassen hatte. Daraus entwickelte sich ein lang andauernder Streit zwischen der Stadt und Unka von Majetín, der dieses Gebiet für sich beanspruchte. Ab 1313 wurde das Dorf deshalb als Kriegaw bzw. Krygaw bezeichnet. Die Olmützer Bürgerschaft entschädigte Unka schließlich 1352 mit 50 Pfund Groschen. 1393 kaufte der Olmützer Bürger Pešek von Prostějov einen Wirtschaftshof in Krygaw. 1399 wurde der Edelmann Adam von Krygaw exkommuniziert, nachdem er im mährischen Bruderkrieg als Gefolgsmann des Markgrafen Prokop von Mähren an der Plünderung kirchlicher Güter beteiligt war. Ab 1408 wurde der Ort Krigaw, 1462 Grigow, ab 1508 Grygov, ab 1655 Grigau bzw. Griegau, ab 1676 Grügge, 1691 Gregow, 1751 Gregen, ab 1771 Gregov, ab 1846 Grügau und 1849 Grigava genannt. An der Horka wurde seit 1513 Kalkstein abgebaut. 1541 beschloss die Stadt den Bau einer Kalkbrennerei und zwei Jahre später wurden zwei Brenner angestellt. Im Hufenregister von 1657 sind für Grigau vier Bauern, je zwei Halb- und Viertelhüfner sowie neun Häusler aufgeführt. Die Matriken werden seit 1662 in Velký Týnec geführt. Am Marcharm Morávka zwischen Grygov und Blatec ließ die Stadt 1773 eine Wassermühle errichten, für die der Müllermeister Rodeker die Konzession erhielt. 1841 wurde die Eisenbahnstrecke von Olmütz nach Prerau fertiggestellt. Bis zur Mitte des 19. Jahrhunderts blieb Grygov immer der Stadt Olmütz untertänig.

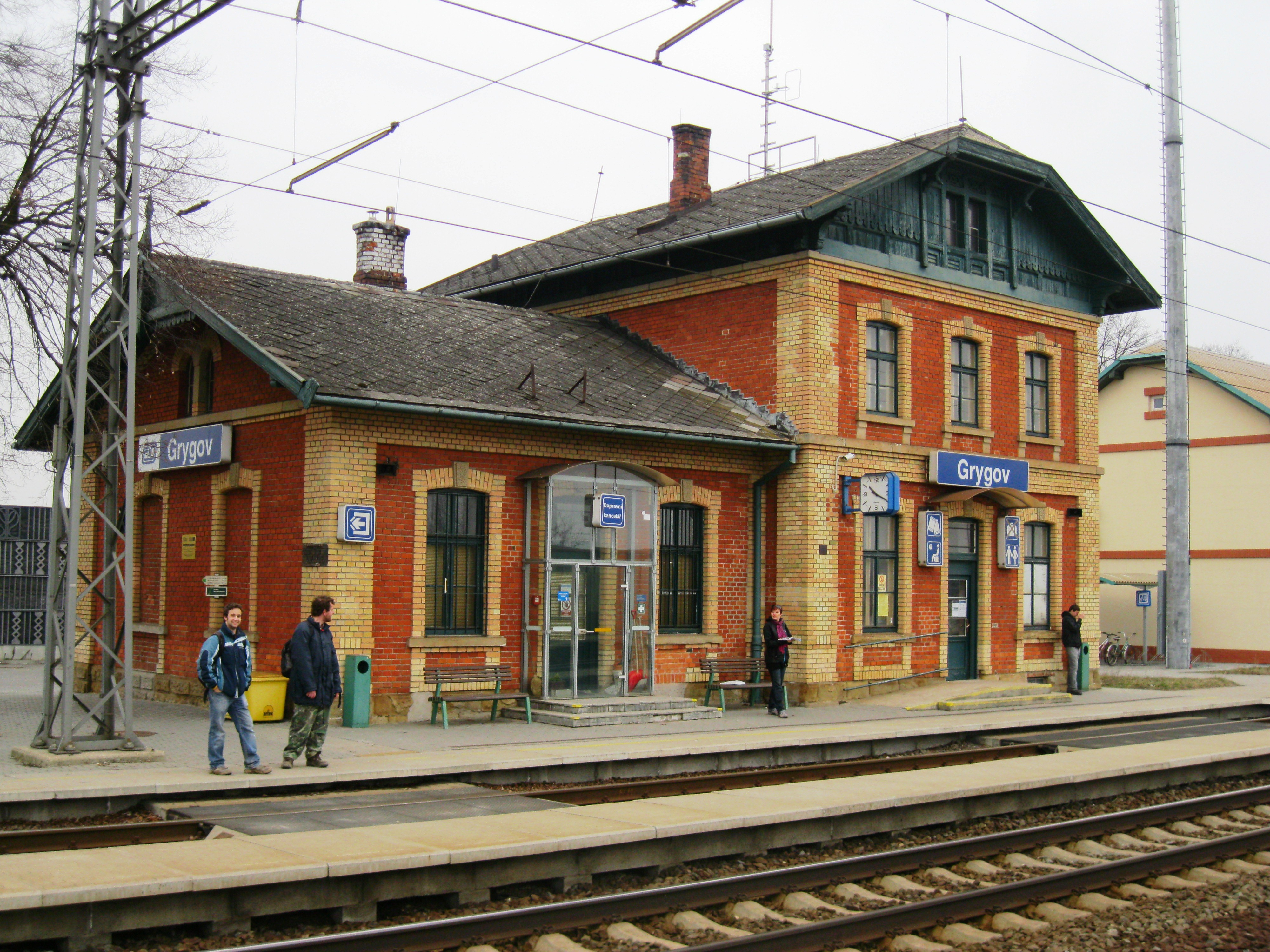
Neuer Bahnhof Grygov

Nach der Aufhebung der Patrimonialherrschaften bildete Grygov/Grügau ab 1850 eine Gemeinde in der Bezirkshauptmannschaft Olmütz. In den 1850er Jahren entstand am Bahnübergang der alte Bahnhof. Er wurde 1901 durch den neuen Bahnhof am südwestlichen Ortsrand ersetzt und diente bis zu seinem Abriss im Jahre 1961 als Wohnhaus. 1874 wurde in Grygov eine eigene Schule eingeweiht, zuvor erfolgte der Unterricht in Velký Tynec. Vier der Kalkbrüche belieferten die 1897 in Rolsberk bei Olmütz errichtete Zementfabrik Hrůza & Rosenberg, dazu entstand eine 600-mm-Schmalspurbahn zur Bahnstation. 1909 wurde ein zweites Schulhaus fertiggestellt. Zwischen 1910 und 1911 ließ Hrůza & Rosenberg eine Schmalspurbahn vom Werk zu den Kalkbrüchen herstellen. Infolge mehrerer Brände in den 1890er Jahren bildete sich 1900 eine Freiwillige Feuerwehr. Ab 1921 gehörte die Gemeinde zum Okres Olomouc-venkov. 1926 erfolgte der zweigleisige Ausbau der Eisenbahnstrecke. Während der deutschen Besetzung erhielt der Ort den Namen Königswald. Besitzer des Kalkwerkes war bis 1946 die Stadt Olomouc. 1950 kam die Gemeinde zum Okres Olomouc-okolí und seit dessen Aufhebung im Jahre 1961 gehört sie zum Okres Olomouc. Die Kalkbrennerei und der letzte der sechs Kalkbrüche stellten 1973 ihren Betrieb ein. Die Stadt Olomouc nutzte die Brüche A – D zwischen 1971 und 1996 zur Müllverkippung. Nach der Samtenen Revolution regte sich unter der Einwohnerschaft von Grygov Widerstand gegen die Olmützer Müllkippe. Im Jahre 1993 blockierten Demonstranten für zwei Tage die Zufahrt.

## Gemeindegliederung
Für die Gemeinde Grygov sind keine Ortsteile ausgewiesen. Zu Grygov gehört die Ansiedlung Horka.

## Sehenswürdigkeiten

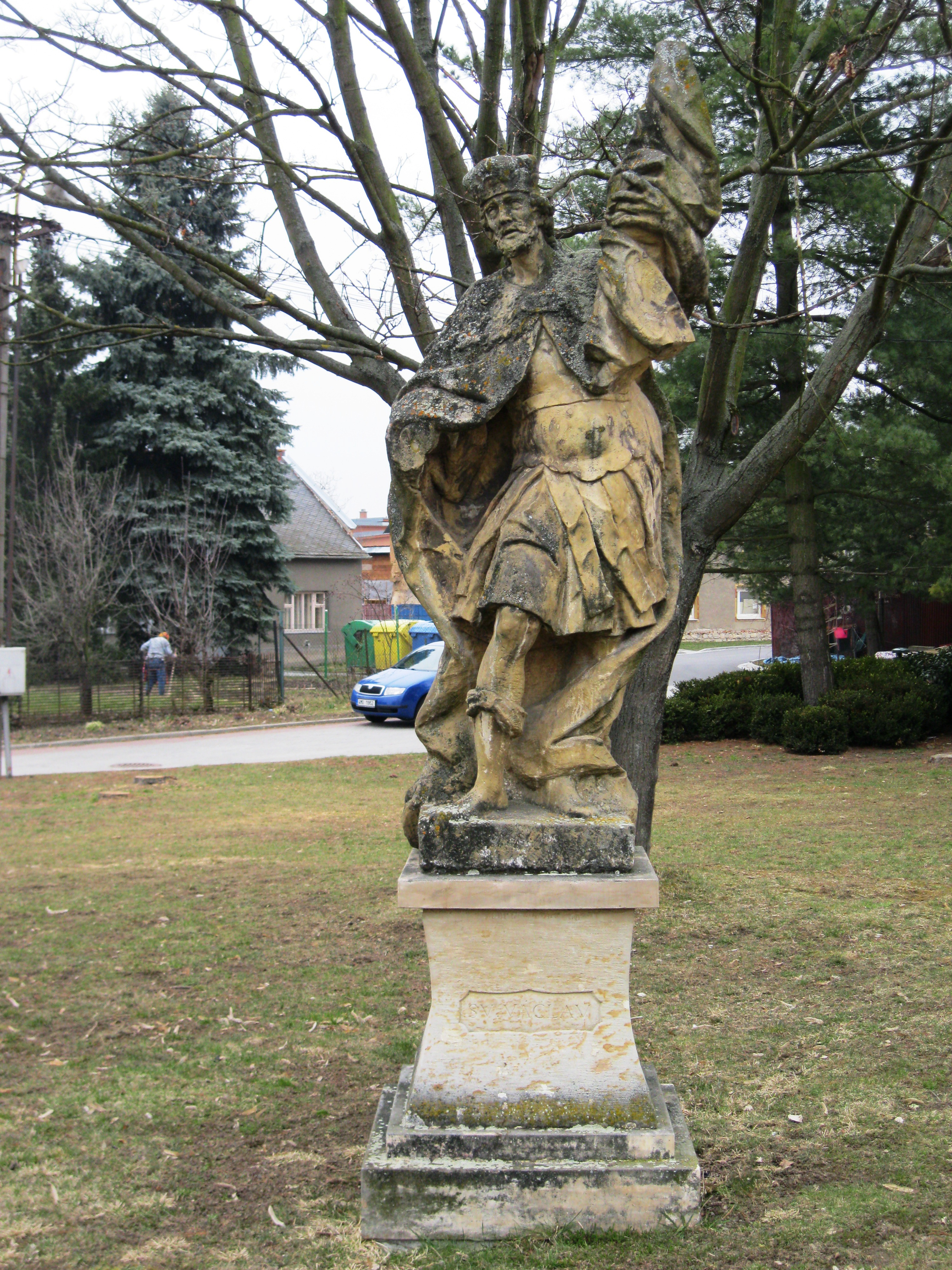
Skulptur des hl. Wenzel

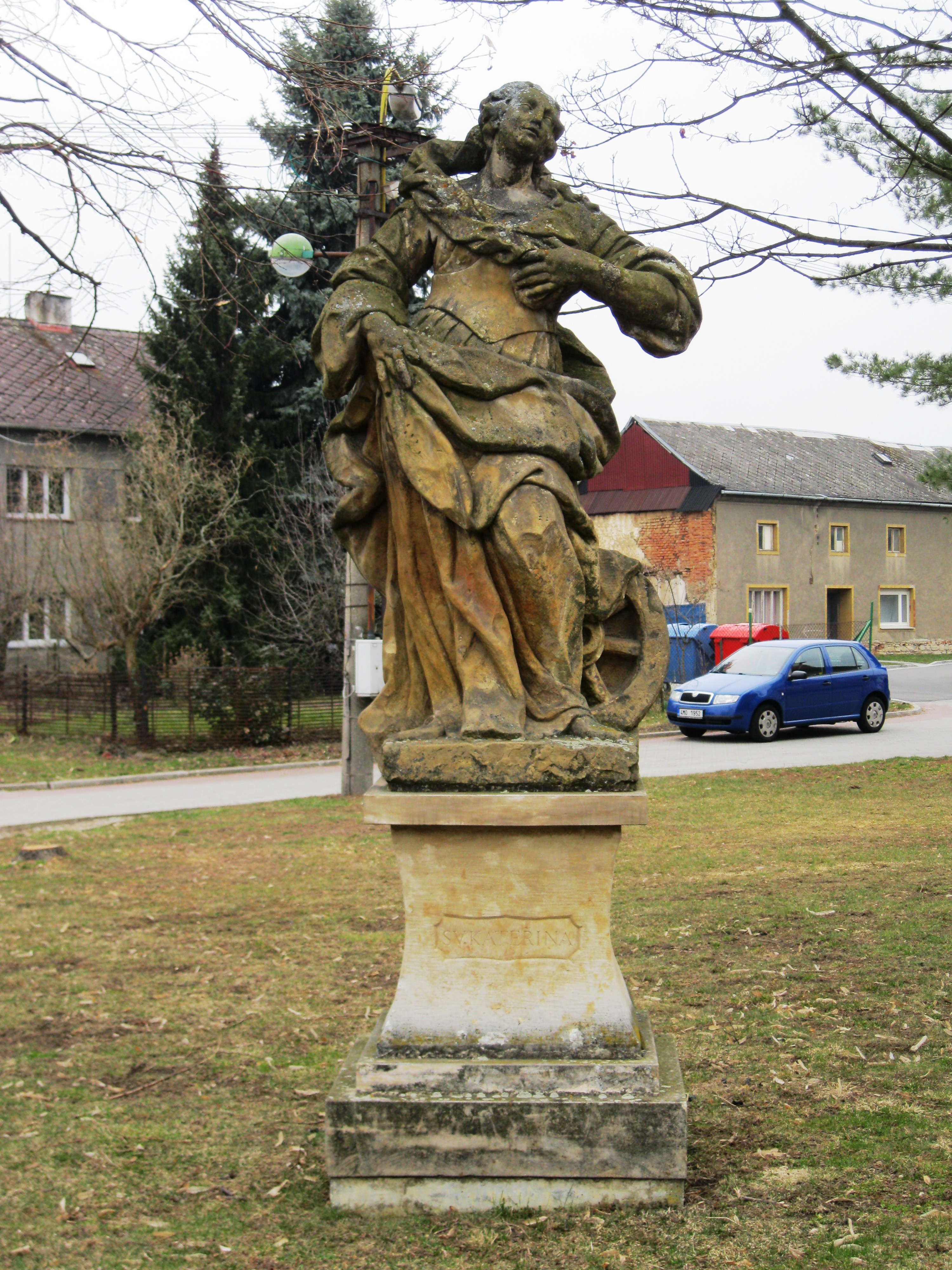
Skulptur der hl. Katharina von Alexandrien

- Kapelle des hl. Johannes von Nepomuk, erbaut 1846 anstelle eines Glockenturmes. Sie wurde am 17. Mai 1849 geweiht.
- Barocke Sandsteinskulpturen des hl. Wenzel und der hl. Katharina von Alexandrien im Park an der Kapelle. Die in den 1720er Jahren aus feinkörnigem Moleteiner Sandstein entstandenen jeweils 2,20 m hohen Kunstwerke werden dem Olmützer Bildhauer Philipp Sattler zugeschrieben. Sie sind seit 1958 denkmalgeschützt. In den 1970er Jahren wurden die Figuren an die Kirche von Velký Týnec versetzt. Sie kamen 1997 nach Grygov zurück und wurden im Jahr darauf restauriert.
- Kalkbrüche am Hügel Horka, seit 1513 nachweislich
- Auwaldgebiet Království, seit 1995 als Naturreservat geschützt
- Königseiche (Král dub), südlich des Dorfes am Rande des Königswaldes, der etwa 500-jährige stattliche Baum ist als Baumdenkmal geschützt
- Abfertigungsgebäude und Wohnhaus der Bahnstation Grygov, erbaut 1901, beide Gebäude sind seit 2003 als Kulturdenkmale geschützt
- Statue der Immaculata, geschaffen 1871
- Statue des hl. Johannes von Nepomuk, aus dem Jahre 1871
- Denkmal zur Gründung der ČSR, südöstlich des Dorfes im Wald Hájek, errichtet 1928
- Gedenkstein für Jan Šrámek, errichtet 2001. Die Šrámek-Büste ist ein Werk von Karel Hořínek aus dem Jahre 1991.
- Gedenkstein der Befreiung, der Opfer des Ersten Weltkrieges und für T.G. Masaryk, errichtet 1947. Er wurde 1997 restauriert und der Legionärskopf von der früheren Freiheitsstatue aufgesetzt.
- Mehrere Kreuze aus dem 19. Jahrhundert

## Söhne und Töchter der Gemeinde
- Jan Šrámek (1870–1956), Theologe und Politiker
- Lubomír Pleva (1929–1998), Musiker und viermaliger Weltmeister im Mundharmonikaspiel